# Jan får en vän
Jan får en vän är en barnbok av den svenske författaren Hans-Eric Hellberg. Den är Hellbergs debutroman och publicerades 1958 av Bonniers förlag. Senare utgivningar gavs titeln Professorns hemlighet. År 1959 kom uppföljaren Jan och Ann-Charlotte får en idé. Redan här möter vi det för författaren typiska motivet "blyg och räddhågsen pojke möter kavat flicka".